# 2006年冬季奧林匹克運動會冬季兩項比賽
冬季兩項於都靈冬季奧運中共設有10個小項，賽事由2月11日正式開始，於2月25日結束。當中，男子個人20公里於2月11日進行，是本屆冬季奧運中第一個的項目。

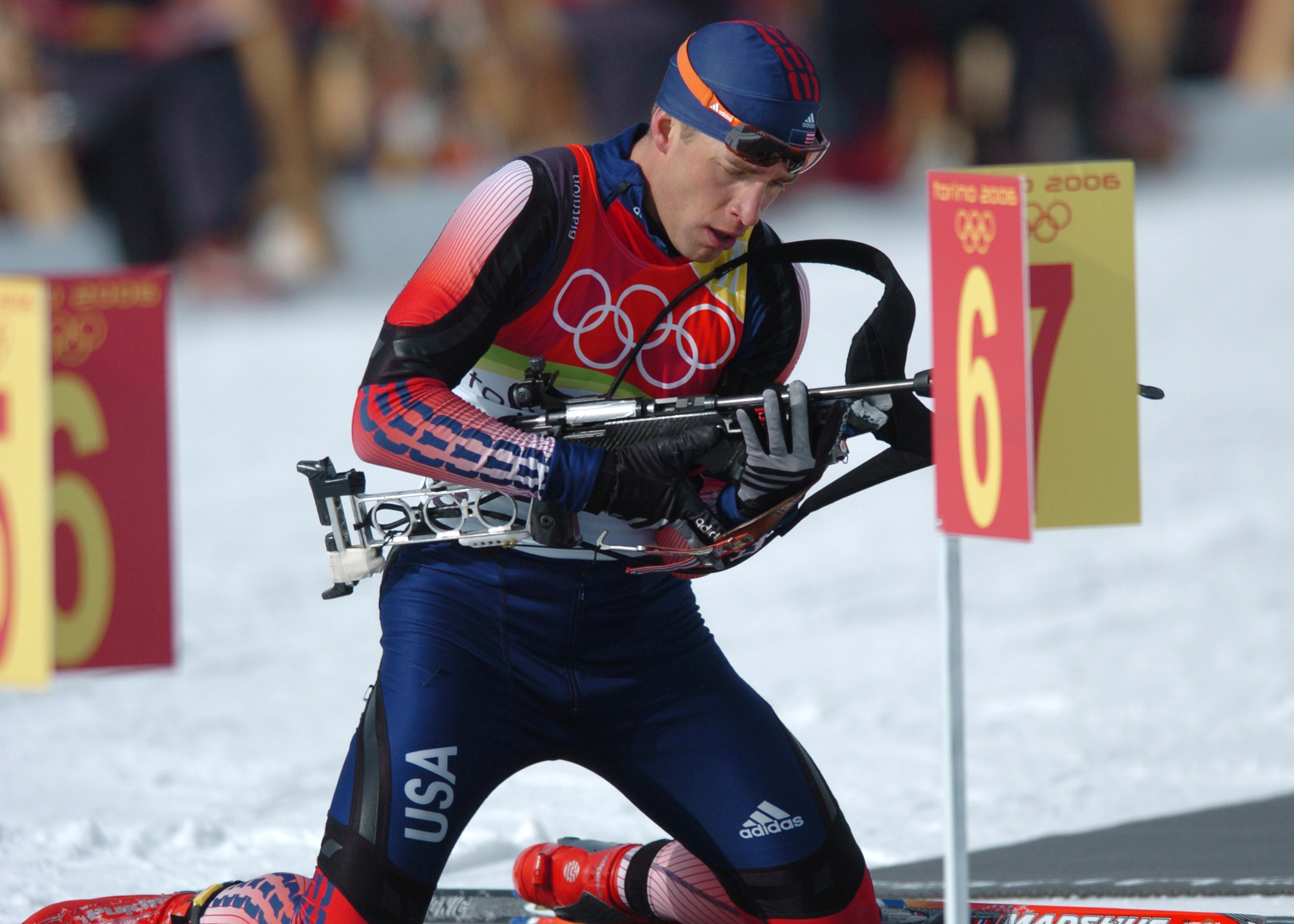
準備射擊的運動員

## 外圍賽
要於本屆冬季奧運冬季兩項中參賽的運動員，其代表團必要在世界排名28或27之內（男子28、女子27），首5名可派6位男、女運動員於每一小項出賽，第6至20名派出5位男、女運動員參與每一小項，而21至27或28名的只可派1位運動員參與每一小項。

## 奖牌榜
| 排名                     | 国家 / 地区              | 金牌 | 銀牌 | 銅牌 | 总计 |
| ------------------------ | ------------------------ | ---- | ---- | ---- | ---- |
| 1                        | 德国（GER）              | 5    | 4    | 2    | 11   |
| 2                        | 俄罗斯（RUS）            | 2    | 1    | 2    | 5    |
| 3                        | 法国（FRA）              | 2    | 0    | 2    | 4    |
| 4                        | 瑞典（SWE）              | 1    | 1    | 0    | 2    |
| 5                        | 挪威（NOR）              | 0    | 3    | 3    | 6    |
| 6                        | 波兰（POL）              | 0    | 1    | 0    | 1    |
| 7                        | 乌克兰（UKR）            | 0    | 0    | 1    | 1    |
| 总计（共7个国家 / 地区） | 总计（共7个国家 / 地区） | 10   | 10   | 10   | 30   |

## 奖牌得主

### 男子
| 项目       | 金牌                                                                      | 金牌      | 银牌                                                                                        | 银牌      | 铜牌                                                                           | 铜牌      |
| 个人赛     | 米夏埃尔·格赖斯 · 德国（GER）                                             | 54:23.0   | 奥勒·埃纳尔·比约恩达伦 · 挪威（NOR）                                                        | 54:39.0   | 哈尔瓦·哈内沃尔 · 挪威（NOR）                                                  | 55:31.9   |
| 竞速赛     | 斯文·菲舍尔 · 德国（GER）                                                 | 26:11.6   | 哈尔瓦·哈内沃尔 · 挪威（NOR）                                                               | 26:19.8   | 弗罗德·安德森 · 挪威（NOR）                                                    | 26:31.3   |
| 追逐赛     | 樊尚·德弗拉纳 · 法国（FRA）                                               | 35:20.2   | 奥勒·埃纳尔·比约恩达伦 · 挪威（NOR）                                                        | 35:22.9   | 斯文·菲舍尔 · 德国（GER）                                                      | 35:35.8   |
| 集体出发赛 | 米夏埃尔·格赖斯 · 德国（GER）                                             | 47:20.0   | 托马什·西科拉 · 波兰（POL）                                                                 | 47:26.3   | 奥勒·埃纳尔·比约恩达伦 · 挪威（NOR）                                           | 47:32.9   |
| 接力赛     | 德国（GER） · 里科·格罗斯 · 米夏埃尔·勒施 · 斯文·菲舍尔 · 米夏埃尔·格赖斯 | 1:21:51.5 | 俄罗斯（RUS） · Ivan Tcherezov · Sergei Tchepikov · Pavel Rostovtsev · Nikolay Kruglov, Jr. | 1:22:12.4 | 法国（FRA） · 朱利安·罗贝尔 · 樊尚·德弗拉纳 · 费雷奥尔·卡纳尔 · Raphaël Poirée | 1:22:35.1 |

### 女子
| 项目       | 金牌                                                                                            | 金牌      | 银牌                                                                       | 银牌      | 铜牌                                                                                         | 铜牌      |
| 个人赛     | Svetlana Ishmouratova · 俄罗斯（RUS）                                                           | 49:24.1   | Martina Glagow · 德国（GER）                                               | 50:34.9   | Albina Akhatova · 俄罗斯（RUS）                                                              | 50:55.0   |
| 竞速赛     | 弗洛朗丝·巴弗雷尔-罗贝尔 · 法国（FRA）                                                          | 22:31.4   | 安娜·卡琳·奥洛夫松 · 瑞典（SWE）                                           | 22:33.8   | Lilia Efremova · 乌克兰（UKR）                                                               | 22:38.0   |
| 追逐赛     | 卡蒂·威廉 · 德国（GER）                                                                         | 36:43.6   | Martina Glagow · 德国（GER）                                               | 37:57.2   | Albina Akhatova · 俄罗斯（RUS）                                                              | 38:05.0   |
| 集体出发赛 | 安娜·卡琳·奥洛夫松 · 瑞典（SWE）                                                                | 40:36.5   | 卡蒂·威廉 · 德国（GER）                                                    | 40:55.3   | 乌席·迪斯尔 · 德国（GER）                                                                    | 41:18.4   |
| 接力赛     | 俄罗斯（RUS） · Anna Bogaliy-Titovets · Svetlana Ishmouratova · Olga Zaytseva · Albina Akhatova | 1:16:12.5 | 德国（GER） · Martina Glagow · 安德烈娅·亨克尔 · 卡特琳·阿佩尔 · 卡蒂·威廉 | 1:17:03.2 | 法国（FRA） · Delphyne Peretto · 弗洛朗丝·巴弗雷尔-罗贝尔 · Sylvie Becaert · Sandrine Bailly | 1:18:38.7 |

俄罗斯选手Olga Pyleva原本获得女子个人赛银牌，后来她由于未能通过药检，她的银牌遭剥夺。